# 欧州超大型望遠鏡

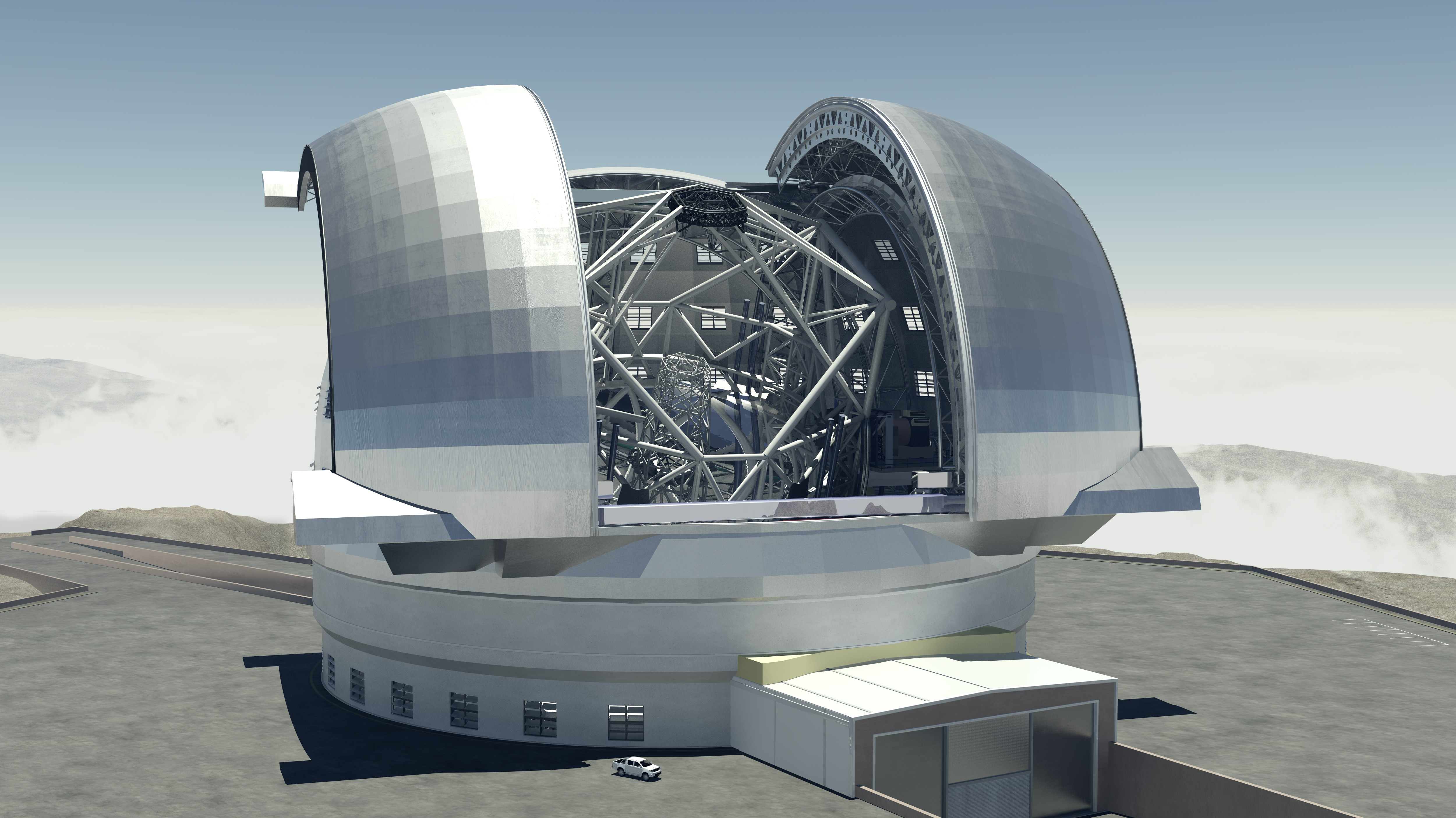
E-ELTの完成予想図

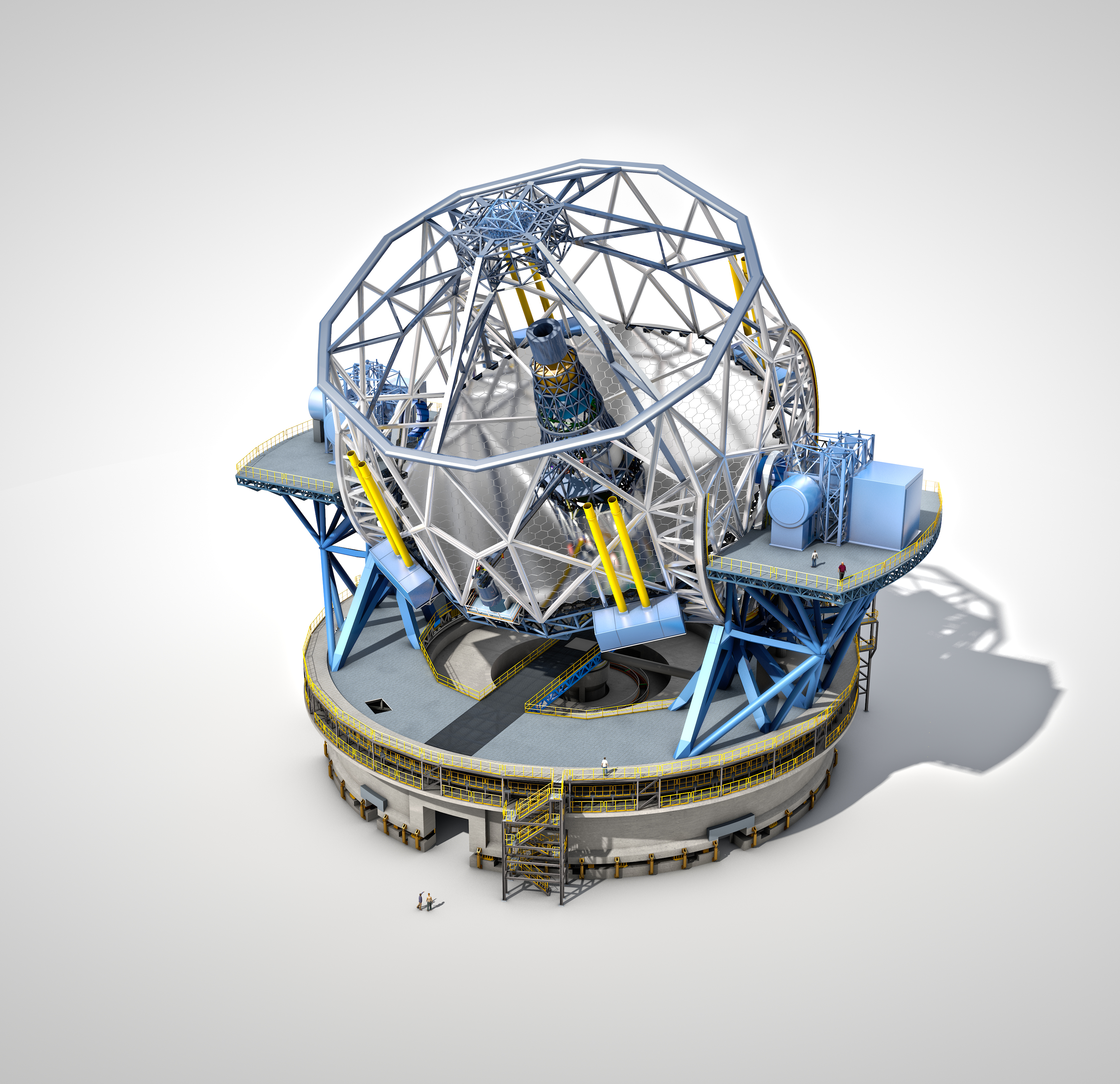
E-ELTの内部構造

欧州超大型望遠鏡（おうしゅうちょうおおがたぼうえんきょう、European Extremely Large Telescope / E-ELT）は、ヨーロッパ南天天文台 (ESO) がチリに建設中の、口径39mの次世代超大型望遠鏡である。初めて望遠鏡に光を入れる「ファーストライト」は、2028年を予定している。
技術的な制約により、単一の鏡から構成される望遠鏡では、口径の最大は約8mに限られる。この制約を突破してより大口径の望遠鏡とするため、ELTでは1辺1.4mの六角形の鏡を798枚組み合わせ、口径39mを実現する。
ELTでは大口径による大集光力・高空間分解能を活かし、ハビタブルゾーンに存在する地球サイズの系外惑星の大気の調査を行う。また、近傍銀河における「星の考古学」によって銀河の歴史を明らかにすることのほか、宇宙で最初の星（ファーストスター）や最初の銀河を観測することにより、宇宙論研究にも貢献する。この計画の費用は、2018年の経済状況に基づけば11.74億ユーロと見込まれている。

## 設置場所
ELTは、チリ共和国北部のセロ・アルマゾネスに建設されている。セロ・アルマゾネスはアタカマ砂漠にある標高3046mの山であり、アントファガスタから約130km南に位置する。同じくヨーロッパ南天天文台が建設した超大型望遠鏡VLTのあるパラナル山から、約20kmの場所にある。

## 沿革と今後の予定
- 2000年6月：ESOが口径100m光学望遠鏡OWL (Overwhelmingly Large Telescope) を構想[2]
- 2006年11月：ESOのマルセイユWSでE-ELT計画を発表
- 2006年12月：ESO CouncilでPhase-B（技術仕様・設置場所）検討開始が承認
- 2010年3月：ELT建設地選考諮問委員会が、ESOに対してセロ・アルマゾネスが建設適地であることを諮問[5]
- 2011年10月：ESOとチリ共和国政府が、セロ・アルマゾネス一帯をELTのために保護し長期のアクセスを保証することに合意[6]
- 2012年6月：ESO評議会がELT計画を承認[2]
- 2014年3月：セロ・アルマゾネス周辺で、ELTのための土木工事を開始[2]
- 2016年5月：ELTのドームと望遠鏡構造体の製造契約が成立[2]
- 2018年12月：ドームなど建屋本体工事がセロ・アルマゾネスにて開始[2]
- 2021年：副鏡の製造が完了[2]
- 2023年：第3鏡と望遠鏡本体構造の製造が完了[2]
- 2024年：ドームの建設が完了[2]
- 2025年：主鏡セグメントの据え付け開始、ファーストライトの達成[2]

## 技術仕様
望遠鏡の主要な仕様は、以下の通りである。
- 口径：39.3m/1.4m×798枚（ただし、中央部に11.1mの欠損あり）
- 副鏡口径：4.2m
- 第3鏡口径：3.8m非球面鏡
- 第4鏡口径：2380x2340mm 平面鏡（補償光学機能つき）
- ナスミス焦点：f/17.48、
- 視野角：10分角
- 架台：経緯台式